# Puntius schanicus
Puntius schanicus és una espècie de peix cipriniforme de la família dels ciprínids que es troba al riu Salween (Àsia).